# Ryohei Nishiwaki
Ryohei Nishiwaki (西脇 良平 Nishiwaki Ryohei?, nacido el 1 de agosto de 1979 en Gifu) es un exfutbolista japonés. Jugaba de delantero y su último club fue el FC Gifu de Japón.

## Trayectoria

### Clubes
| Club                | País     | Año         |
| ------------------- | -------- | ----------- |
| JEF United Ichihara | Japón    | 1997 - 2000 |
| Wacker Burghausen   | Alemania | 2001        |
| Montedio Yamagata   | Japón    | 2002        |
| Shizuoka FC         | Japón    | 2003 - 2004 |
| FC Gifu             | Japón    | 2005        |